# سوني أريكسون إكسبيريا برو
سوني اريكسون اكسبيريا برو (بالإنجليزية: Sony Ericsson Xperia pro)‏ هو هاتف ذكي من سوني موبايل كوميونيكيشنز يعمل بنظام أندرويد، تم طرحه في الأسواق في 2011.

## الخصائص
- نظام التشغيل: أندرويد
- الشاشة: إل سي دي
- الوزن: 142 غرام
- المعالج: 1 جيجا هرتز
- التخزين: 1 جيجابايت